# The Volunteer (pel·lícula de 1917)

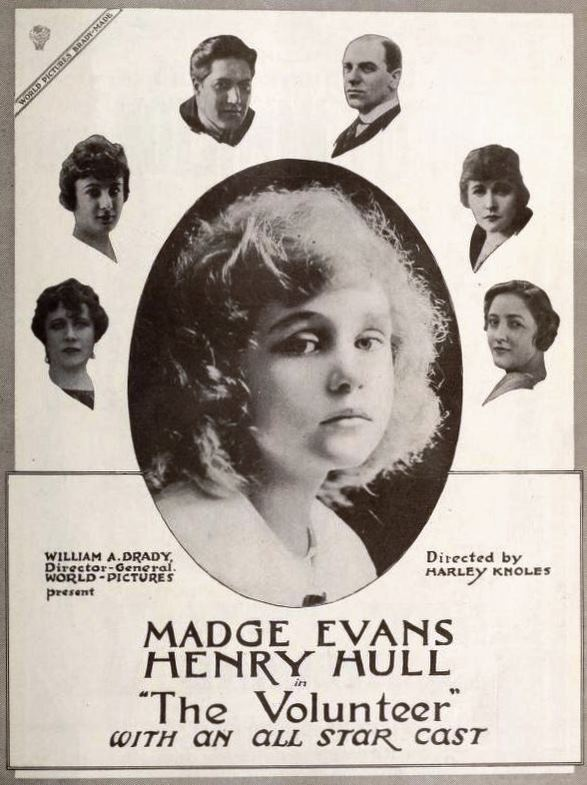
Anunci de la pel·lícula

The Volunteer (també titulada “The Littlest Volunteer” i "Little Patriots") és una pel·lícula muda de la World Film Company dirigida per Harley Knoles i protagonitzada per l’actriu infantil estrella de la companyia, Madge Evans. Basada en un guió deTyler Hudson a partir d’una història de Julia Burnham, la pel·lícula es va estrenar el 24 de desembre de 1917. Incloïa escenes dins els estudis de la World amb aparicions d’actors, personal, del director general William A. Brady i del director de la pel·lícula. No es troba localitzada en cap arxiu per lo que probablement es tracta d’una pel·lícula perduda.

## Argument
Madge Evans, estrella juvenil de World Film Corp., és enviada a casa els seus avis quàquers, Timothy i Tabitha Mendenhall, perquè el seu pare i la seva mare van a servir a la Primera Guerra Mundial. Després d'acomiadar-se de les estrelles i el personal de la World Film Company, Madge arriba a casa dels seus avis on viu sota una disciplina severa. Jonathan Mendenhall, el seu oncle, està ansiós per allistar-se, però el seu pare li ho prohibeix per motius religiosos. Madge es guanya l'estimació del vell quàquer poc a poc, però aquest manté una disciplina implacable a la llar.
Quan Jonathan arriba a la majoria d'edat, s'enrola malgrat l'oposició del seu pare per lo que és rebutjat. Quan la darrera pel·lícula de Madge arriba a la ciutat, la noia implora al seu avi que la porti a veure-la, però ell s’hi nega. Timothy visita secretament el cinema i s’enamora de l'actuació de la seva neta. Això provoca que l’avi canvïi de manera de pensar, lloa Madge, perdona el seu fill i escriu a la mare de Madge, a qui havia tret de casa quan es va casar contra la seva voluntat, per tal que la parella vingui ben aviat a visitar-los.

## Repartiment
- Madge Evans (ella mateixa)
- Henry Hull (Jonathan Mendenhall)
- Muriel Ostriche (mare de Madge)
- Victor Kennard (pare de Madge)
- Jack Drumier (Timothy Mendenhall)
- Kate Lester (Tabitha Mendenhall)
- Charles W. Charles (Pop)

### cameos
Es representen a ells mateixos a la pel·lícula
- William A. Brady
- June Elvidge
- Montagu Love
- Kitty Gordon
- Ethel Clayton
- Evelyn Greeley
- Carlyle Blackwell
- Harley Knoles
- Robert McIntyre